# Медведьов
Медведьов (словац. Medveďov, угор. Medve) — село, громада в окрузі Дунайська Стреда, Трнавський край, південно-західна Словаччина. Кадастрова площа громади — 10,39 км². Населення — 531 особа (за оцінкою на 31 грудня 2017 р.).

## Історія
Перша згадка 1252 року як Medwe. Історичні назви: 1443 — Medvve, Kendermedwe, 1472 — utraque Medwe, 1484 — Kysmedwe, 1773 — Medve, з 1948 року — Medveďov, угор. Medve.
1938—1945 рр. — під окупацією Угорщини.

## Населення
| Рік:            | 1994. | 2004.   | 2014.   | 2024.   |
| --------------- | ----- | ------- | ------- | ------- |
| Кількість осіб: | 564   | 573     | 546     | 522     |
| Різниця:        |       | +1,59 % | -4,71 % | -4,39 % |

| Рік:            | 2023. | 2024.   |
| --------------- | ----- | ------- |
| Кількість осіб: | 528   | 522     |
| Різниця:        |       | -1,13 % |